# Prothoe
Genre
Prothoe est un genre d'insectes lépidoptères de la famille des Nymphalidae et de la sous-famille des Charaxinae qui résident en Australasie.

## Liste des espèces
- Prothoe australis (Guérin-Méneville, [1831])
- Prothoe franck (Godart, [1824])
- Prothoe ribbei Rothschild, 1895

## Source
- « Prothoe », sur funet.fi (consulté le 8 juillet 2012)